# Festkrönung
Die Festkrönung war im Mittelalter eine Zeremonie in vielen westeuropäischen Monarchien. Dem Monarchen wurde hierbei in einer Kirche von einem hohen geistlichen Würdenträger erneut die Krone aufgesetzt. So bekrönt zog er dann zu einer weiteren Kirche, um dort einem feierlichen Gottesdienst beizuwohnen. Weiterhin wurde durch das öffentliche Tragen von Teilen der Reichsinsignien dem Volk erneut der Machtanspruch des Herrschers vor Augen geführt.
Eine vorige Erstkrönung war Erfordernis für die Zeremonie, die Salbung konnte im Rahmen der Festkrönung nicht erfolgen. Von der Festkrönung ist das „unter Krone gehen“, dem öffentlichen Tragen der Krone ohne vorigen Krönungakt, der Befestigungskrönung und der Beikrönung zu unterscheiden.
Veranstaltet wurden diese Festkrönungen bevorzugt an hohen kirchlichen Feiertagen, wie Ostern oder Weihnachten, aber auch zu wichtigen weltlichen Terminen, wie Reichs- oder Hoftagen. Auch eine Domweihe oder ein Umritt kann ein Grund für eine Festkrönung sein.
Die Festkrönung kam in der Zeit der Karolinger auf und existierte bis in das Spätmittelalter. In England wurde die Zeremonie bereits um 1160 abgeschafft.